# 眠狂四郎 (1972年のテレビドラマ)
眠狂四郎（ねむりきょうしろう）は、1972年（昭和47年）10月3日から1973年（昭和48年）3月27日にかけ、フジテレビ系列で毎週火曜日に放映された連続テレビ時代劇。
原作は柴田錬三郎の小説『眠狂四郎』シリーズ。制作は関西テレビと東映。主演は田村正和。
1989年6月22日から1998年12月28日まで計4回、テレビ朝日系列で特番ドラマとして放送され、2018年2月17日にはフジテレビ系列でも放送された。

## 概要
原作者・柴田錬三郎は、最後に眠狂四郎が映像化されて以降は「自分の思い描く狂四郎のイメージと役者のイメージが違うとして」いくつかの映像化を断わっていたが、「田村ならばよい」とようやく映像化の許可を下したことで制作された。田村の殺陣や姿のみならず、夜の10時台ということで、東映所属のポルノ女優を多数配し、御色気シーンも売りとされて、制作陣は、「放送コードのすれすれまでお色気シーンを放送する」と豪語した。番組宣伝用のポスターや写真などに使用された田村の写真は篠山紀信により3時間以上かけて撮影された。オープニングの流れる血をイメージしたタイトルバックは、自動車用のオイルや塗料などを使ったが上手くいかず、様々な試行錯誤の末、ガソリンと絵の具を混ぜた液体を使うことに落ち着いたが、スタジオでの撮影ではスタジオ中が赤の液体だらけになり、井上昭は、赤い色を見るのが嫌になった程であったという。また当初、オープニングシーンは時代劇ではなく、現代劇風にシャツにジーンズ姿の田村が登場するという予定であった。
円月殺法と並び、スタッフや柴田の考案により、居合で出演女優たちの帯が一瞬でほどける、帯解き殺法なる技も見どころとされていた。田村の狂四郎については柴田曰く「タキシードを着て殺しをするオーデコロンのさわやかさがある」と評価していた。
製作発表記者会見には柴田本人も参加、眠狂四郎に扮した田村が刀で衣麻遼子の帯を解き、腰巻だけにするという演出が行われる異色の会見になった。かつて市川雷蔵と映画版で共演したこともある佐藤友美は、市川の狂四郎はどことなく優しさの様なものがあったが、田村の狂四郎の方がよりクールな感じがすると話した。田村は、狂四郎に魅了され、どっぷりとはまり、役を終えた後も暫くの間、田村自身と狂四郎の世界の区別が出来なくなる程、現実と虚構の間を彷徨うように生きていて、仕事のオファーも全て断っていたという。
1989年から1998年にかけて、テレビ朝日系列でも田村主演の特番ドラマが4回放送された（田村以外のキャストは入れ替え）。2018年2月17日には、ドラマスペシャル『眠狂四郎 The Final』がフジテレビ制作で放送された（テレビ朝日版のキャストはそのまま引き継がれた）。この作品が、田村最後のドラマ出演となった。

## ストーリー

### 眠狂四郎
時代は、無類の色好みで50人もの子をなしたと言われる11代将軍・家斉の治下。虚無の影を宿し、世に背を向けて孤独の中に生き、不敗の秘剣・円月殺法を振るう眠狂四郎。彼には、転びバテレンのイルマンが黒ミサで大目付の娘をはらませ、その結果生まれたという出生の秘密があった。義理・人情・憐憫の情に心を閉ざした狂四郎は、決して自ら事件に関わることはない。やむを得ず降りかかる火の粉を払うように、事件の渦中に巻き込まれていく。

### 眠狂四郎III 今日あって、明日なき命を生きる者
狂四郎は佐竹藩の隠し銀山といった内情を探るが、狂四郎と女郎ともえは佐竹藩の殺し屋たちにより執拗に命を狙われ、女郎はついに命を落とす。忌の際に狂四郎は女郎ともえから佐竹藩にとっては藩存続のカギを握っている異国の銀貨を受け取る、やがて佐竹藩は狂四郎の暗殺を諦め、逆に狂四郎に死んだ女郎とそっくりな志津乃という女の警護を依頼するが、。

## キャスト
- 眠狂四郎 … 田村正和
- 美保代 … 山本陽子（第1話、第2話、第22話、第26話）
- 文字若 … 野川由美子→名取裕子[12]（第1話、第21話→スペシャルIII、The Final）
- 金八 … 山城新伍→八嶋智人[12]（第1話、第21話、第25話→The Final）
- 松平主水正 … 芦田伸介→津川雅彦[12]（第26話→スペシャルII - The Final）

## スタッフ
- 原作：柴田錬三郎
- プロデューサー：野添泰男、松平乘道、杉本直幸
- 脚本：高岩肇、池田一朗、石松愛弘、服部佳子、結束信二、長谷川公之、中村努、播磨幸治、高際和雄
- 監督：井上昭、田中徳三、倉田準二、安田公義、池広一夫、牧口雄二、依田智臣
- 音楽：渡辺岳夫
- 助監督：厨子稔雄、斎藤一重
- 美粧結髪：東和美粧
- 擬斗：三好郁夫・上野隆三（東映剣会）
- 邦楽監修：中本敏生
- ナレーター：高橋昌也
- 現像：東洋現像所
- 制作：関西テレビ放送、東映

スペシャル
- 原作：柴田錬三郎（スペシャルⅡ「眠狂四郎無頼控」、スペシャルⅢ「眠狂四郎　異端状」）
- プロデューサー：和佐英彦・星裕夫・田中利一・加藤守啓（テレビ朝日）、吉田尚・亀岡正人・杉本直幸・橋本新一・小林由幸（東映）、江平光男（スペシャルⅡ・Ⅲ）
- 脚本：保利吉紀（スペシャルⅠ）、中村努（スペシャルⅡ）、志村正浩（スペシャルⅢ）、ジェームス三木（スペシャルⅣ）
- 監督：田中徳三（スペシャルⅠ）、井上昭（スペシャルⅡ・Ⅳ）、中島貞夫（スペシャルⅢ）
- 音楽：坂田晃一（スペシャルⅠ）、小六禮次郎（スペシャルⅡ）、栗山和樹（スペシャルⅢ）
- ナレーター：寺田農（スペシャルⅢ）
- 擬斗：清家三彦・土井淳之祐（東映剣会）
- 制作（企画）協力：新和事務所（スペシャルⅡ・Ⅲ）
- 制作：ANB、東映

The Final
- 脚本：齋藤雅文
- 監督：山下智彦
- 音楽：栗山和樹
- VFX：IMAGICAウェスト
- 殺陣：菅原俊夫
- 編成企画：保原賢一郎、加藤達也、渡辺恒也
- プロデューサー：河瀬光（東映）、小林由幸（東映）、江平光男
- 制作：フジテレビ、東映

## 主題歌
- 『孤独』（作詞：柴田錬三郎 /作曲：関野幾生 / 編曲：小山恭弘、唄：沢竜二、販売元：クラウンレコード）

## 放映リスト（サブタイトルリスト）
| 話数 | サブタイトル           | 放映日         | 脚本       | 監督     | ゲスト |
| ---- | ---------------------- | -------------- | ---------- | -------- | --- |
| 1    | 夕焼けに肌が散る       | 1972年 10月3日 | 高岩肇     | 井上昭   | 賀川雪絵／森秋子、楠本健二／中村錦司、京町一代、小池修一、榊浩子／南原宏治／渡辺文雄 |
| 2    | 女怨に剣が哭いた       | 10月10日       | 高岩肇     | 田中徳三 | 大原麗子／藤岡重慶、夏目俊二、伊藤幸子、高毬子／金井由美、丘夏子／玉生司郎、入江慎也、小島恵子／鎌田知佐、橋本房枝、浪花五郎、有島淳平／木谷邦臣、泉好太郎、西山清孝、矢部義章／加藤嘉                                                                                                 |
| 3    | 刃は時雨に濡れた       | 10月17日       | 池田一朗   | 安田公義 | 松岡きっこ／加賀爪芳和、小田部通麿／有川正治、吉川雅恵／石浜祐次郎、熊谷武、宮城幸生／小田真士、小峯勇二、林三恵、星野美恵子／遠藤辰雄／佐藤友美 |
| 4    | 円月 殉愛を斬る        | 10月24日       | 石松愛弘   | 田中徳三 | 加賀まりこ／睦五郎／堀井永子、玉川伊佐男／浜田晃、桃山みつる／北川マキ、唐沢民賢、国一太郎、中村錦司、村田玉郎／赤松志乃武、中村豊、司京子／美松艶子、壬生新太郎、椿竜之介、加藤匡志／菅貫太郎、山本耕一／江原真二郎                                                                   |
| 5    | 仇花に露が煌めく       | 10月31日       | 服部佳子   | 倉田準二 | 赤座美代子、伊吹吾郎、田村奈巳、天本英世、田口計、進千賀子、木村元、江波多寛児、千葉敏郎、溝田繁、西山嘉孝、中村錦司、志賀勝、那須伸太朗、浪花五郎、山田良樹、森源太郎、藤沢徹夫 |
| 6    | 夜陰に女を裂く         | 11月7日        | 高岩肇     | 井上昭   | 田村高廣、田村亮、丘みつ子、二木てるみ、森秋子、加藤嘉、五味龍太郎、野口貴史、衣麻遼子、松田利夫、和田昌也、矢野幸男、池田謙治、畑中伶一 |
| 7    | 峠路に赤い実を撃つ     | 11月14日       | 高岩肇     | 倉田準二 | 吉沢京子、入川保則、戸浦六宏、石山律、葵三津子、室田日出男、林彰太郎、永田光男、由貴リエ、中村錦司、西田良、北見唯一、木谷邦臣、藤本秀夫、藤川弘、泉好太郎、阿由葉秀郎 |
| 8    | 聖母は炎に消えた       | 11月21日       | 高岩肇     | 池広一夫 | 松本留美、内藤武敏、峰岸隆之介、高品格、伊吹徹、水上竜子、福田公子、丘夏子、相川圭子、寺島雄作、五十嵐義弘、小島恵子、宇崎尚韶、久田雅臣、池田謙治、ひろみどり、橋本房枝、有田剛 |
| 9    | 異人の剣が吠える       | 11月28日       | 高岩肇     | 安田公義 | 高田美和、長門勇、三島ゆり子、須藤健、河津清三郎、岩田直二、オスマン・ユセフ、丘路千、宇佐美千絵、中村錦司、女屋実和子、美川玲子 |
| 10   | 荒野に女郎花が咲く     | 12月5日        | 長谷川公之 | 井上昭   | 宇津宮雅代、佐藤慶、高橋長英、工藤堅太郎、亀井光代、加藤和子、近江輝子、野口貴史、高並功、秋山勝俊、比嘉辰也、山田良樹、笹木俊志、星野美恵子、小峰一男、大矢敬典 |
| 11   | 裸女に神を見た         | 12月12日       | 石松愛弘   | 池広一夫 | 川崎あかね、岡田真澄、北林早苗、内田朝雄、今福将雄、田中浩、小田部通麿、林彰太郎、多賀勝、岡嶋艶子、大城泰、宮城幸生、藤本秀夫、前川良三、土橋勇、峰蘭太郎、林三恵、北川俊夫、世羅豊、畑中伶一、佐川秀雄、奈辺悟                                                                       |
| 12   | 鮮血は愛を染めた       | 12月19日       | 中村努     | 井上昭   | 森次晃嗣、八木孝子、吉田輝雄、谷口香、藤田みどり、東竜子、西田良、村田玉郎、高谷舜二、片桐竜次、藤沢徹夫、橋本房枝、楠三千代 |
| 13   | 京の雨 紅の肌に咽ぶ    | 12月26日       | 高岩肇     | 田中徳三 | 松尾嘉代、長谷川待子、高森和子、遠藤薫、唐沢民賢、丘路千、川浪公次郎、那須伸太朗、遠山金次郎、山田光子、坂東京三郎、矢部義章、川奈良子、川合伸旺 |
| 14   | 円月 初春に舞う        | 1973年 1月2日  | 結束信二   | 田中徳三 | 尾崎奈々、浜畑賢吉、左とん平、白木万理、園佳也子、伊達三郎、三角八郎、加賀ちかこ、成瀬正孝、槙摩郎、山口幸生、広瀬登美子、榊浩子、川谷拓三、前川良三、松田利夫、笹木俊志、毛利清二、泉好太郎、古閑達則、大月正太郎、志茂山高也、藤沢徹夫、山下義明、畑中伶一、三上ヒロ子、柴田錬三郎。 |
| 15   | 三度笠の女は燃えた     | 1月9日         | 服部佳子   | 倉田準二 | 大信田礼子、御木本伸介、工藤堅太郎、地井武男、谷口完、五味龍太郎、藤尾純、有島淳平、市川裕二、日高綾子、松田利夫、藤本秀夫、村田玉郎、高谷舜二、森敏光、奈辺悟 |
| 16   | お洒落狂女が歌う       | 1月16日        | 池田一朗   | 倉田準二 | 珠めぐみ／小松方正／うたた賢、利根はる恵／国一太郎、平沢彰、笹木俊志／小島恵子、大月正太郎、小峰一男、大矢敬典／田崎潤／大友柳太朗 |
| 17   | 岡っ引どぶが来た       | 1月23日        | 高岩肇     | 井上昭   | 山﨑努、江夏夕子、上村香子、日下武史、亀石征一郎、勝部演之、阪脩、長島隆一、広瀬義宣、多賀勝、阿波地大輔、女屋実和子、矢奈木邦二朗、有島淳平、関根永二郎、和田昌也、丸平峰子、土橋勇、東映子、柴田錬三郎                                                                               |
| 18   | 悲しみは闇に消えた     | 1月30日        | 播磨幸治   | 井上昭   | 中村玉緒、吉田日出子、小池朝雄、西沢利明、穂積隆信、佐藤充男、岩尾正隆、星野美恵子、長良俊二、池山心、牧淳子、池田謙治、西山清孝、林三恵、司京子、楠三千代 |
| 19   | 魔性の女に男が哭く     | 2月6日         | 池田一朗   | 田中徳三 | 緑魔子、西村晃、テレサ野田、根上淳、名和宏、江波多寛児、木村元、園田裕久、寺島雄作、山口幸生、五十嵐義弘、和田昌也、矢部義章 |
| 20   | 紅い唇に狂四郎は死んだ | 2月13日        | 高岩肇     | 田中徳三 | 武原英子、沢村貞子、佐藤蛾次郎、有沢正子、北原義郎、山岡徹也、志摩靖彦、志賀勝、宮城幸生、松田利夫、矢野幸男 |
| 21   | 女の蕾は二度ひらく     | 2月20日        | 高岩肇     | 倉田準二 | 内田良平、花沢徳衛、北上弥太朗、下川辰平、金内喜久夫、川崎晶代、野口貴史、北原将光、佐々木松之丞、野村鬼笑、京町一代 |
| 22   | 尼寺に臙脂が匂う       | 2月27日        | 高岩肇     | 倉田準二 | 中山麻里、加藤嘉、東恵美子、早川雄三、飯沼慧、小瀬格、不破潤、司京子、疋田泰盛、森源太郎、平河正雄、稲村理恵 |
| 23   | 謎の女は闇を恨んだ     | 3月6日         | 高岩肇     | 牧口雄二 | 北林早苗、渡辺文雄、和崎俊哉、関口英利子、織本順吉、小田部通麿、東光生、大木晤郎、広瀬義宣、西田良、世羅豊、椿竜二 |
| 24   | 禁じられた肌に泣く     | 3月13日        | 結束信二   | 井上昭   | 藤巻潤、佐藤慶、奈美悦子、青柳三枝子、佐藤京一、丘路千、松井加容子、北野拓也、島田茂、野村鬼笑 |
| 25   | 黒髪が殺しを呼んだ     | 3月20日        | 高際和雄   | 依田智臣 | 伊吹吾郎、葉山葉子、加藤嘉、吉田輝雄、中津川みなみ、西山嘉孝、有川正治、千葉敏郎、藤長照夫、池田謙治 |
| 26   | 狂四郎に明日はない     | 3月27日        | 高岩肇     | 井上昭   | 田村奈巳、山本麟一、大森義夫、浜田晃、山本一郎、中村錦司、中村豊、三宅明男、小池修一、芦田伸介、柴田錬三郎 |

### テレビ朝日版スペシャル
| 回数 | 放送日          | タイトル                                                                   | 他の出演者 |
| ---- | --------------- | -------------------------------------------------------------------------- | --- |
| 1    | 1989年 6月22日  | 眠狂四郎 恋しぐれ円月殺法!将軍家、若君乱心の謎を斬る!                      | 多岐川裕美（志津）、篠田三郎（明日心剣）、中村れい子、 柳沢慎吾（金八）、佐藤慶（佐野肥後守）、船越英一郎（徳川家慶）、 山村聡（武部仙十郎）、織本順吉（龍勝寺住職）、原口剛、大前均、北原佐和子、田中弘史、唐沢民賢 平河正雄、渡辺陽子、江崎和代、山内としお、谷崎弘一（猫兵衛） |
| 2    | 1993年 9月30日  | 眠狂四郎II 江戸城に渦巻く陰謀!母よ、妻よ、女たちよ、円月殺法、御照覧あれ!! | 竹下景子（美保代・狂四郎の母）、池上季実子（文字若）、若山騎一郎（徳川家慶）、 古柴香織（九条明子）、坂上忍（つばめの金八）、 綿引勝彦（酒井信成）、武田京子（水野薫）、伊藤孝雄（水野忠邦）、 本田博太郎（壬生中将）、石橋蓮司（備前屋徳右衛門）、西岡徳馬（戸田隼人）、 今福将雄（空然)、石倭裕子（鷹野志乃）、江藤漢（寺男）、 大東俊治（仙造）、東竜子（院代）、亀井洋子（楓）、平泉成（室矢醇堂） |
| 3    | 1996年 9月19日  | 眠狂四郎III 今日あって、明日なき命を生きる者                               | 宅麻伸（時雨左馬之助）、南野陽子（志津乃・ともえ二役）、 梶原善（等々力順之助）、本田博太郎（吉郎次）、中尾彬（水野忠邦）、 神山繁（中野石翁）、三笑亭夢之助（金八）、一色彩子（おつま）、 木村栄（柳生源十郎）、野口貴史（林肥後守）、 大木晤郎、石倉英彦、大東俊治、宮川明子、池田謙治、 田井克幸、細川純一、小笠原裕之、野口嘉克、 峰蘭太郎、津川雅彦（七草喜久左衛門）                             |
| 4    | 1998年 12月28日 | 眠狂四郎IV 雪の夜に私を殺して！狂四郎を愛し続けた女                        | 黒木瞳（おりん）、池上季実子（文字若）、阿部寛（榊龍之介）、本田博太郎（観興寺玄斎）、 河原崎建三（深見典膳）、西田健（漆原左月）、薬師寺保栄（助八）、木村元（有馬頼貴）、森下哲夫（岩田源之丞）、木村栄（依田八郎）、本城丸裕（栗田右近）、徳井優（瓦版屋）、伊藤敏八（平林徳馬）、津川雅彦（真如）                                                                                                  |

### フジテレビ版スペシャル
| 回数 | 放送日         | タイトル | 他の出演者 |
| ---- | -------------- | -------- | --- |
| 1    | 2018年 2月17日 |          | 椎名桔平（加賀美耀蔵）、吉岡里帆（操）、中原丈雄（空念）、 堀内正美（水野越前守）、本宮泰風（玄妙斎）、松本若菜（狂四郎の母）、雛形あきこ（冒頭部の刺客）、原田龍二（冒頭部の刺客）、南岐佐（狂四郎の少年期）、横山歩（小弥太）、イアン・ムーア（フェルナンデス）、峰蘭太郎、真砂京之介、中村彩実 |

## その他
1973年に発売された柴田錬三郎の小説『眠狂四郎無頼控 柴田錬三郎自選時代劇小説全集』では表紙と挿絵に横尾忠則が描いた、田村扮する眠狂四郎のイラストも使用されている。また、柴田の小説『うろつき夜太』(集英社 1974)の中には特別出演として眠狂四郎が登場、こちらにも横尾忠則が描いた、田村扮する眠狂四郎のイラストが使用されている。

## ネット配信
2022年9月1日から、YouTube「東映時代劇YouTube」の「据置枠」で第1・2話が常時無料配信されている。